# Phina Mugerwa
Josephine Mugerwa (đôi khi được gọi là Phina Mugerwa  và thường được gọi là Phina Masanyalaze  ), là một ca sĩ và vũ công người Uganda, người cũng được ca ngợi là "Shakira của Uganda" 

## Cuộc sống ban đầu và giáo dục
Phina Mugerwa sinh thứ tư của năm người con để Francis Kiwanuka và Annet Komugisha vào năm 1984 trong Kawaala, hàng xóm của Kampala. Cô đã học tại Trường mẫu giáo Namirembe và Trường tiểu học Namirembe dành cho giáo dục tiểu học trước khi gia nhập Trường trung học St Andrew's Kaggwa và Daniel và Trường Cao đẳng Springfield cho các cấp độ O (UCE) và A (UACE) tương ứng 

## Âm nhạc
Mugerwa bắt đầu sự nghiệp âm nhạc của mình vào năm 2007 sau khi hoàn thành sáu cấp. Người dẫn chương trình phát thanh Kato Lubwama đã thông báo trên đài phát thanh rằng ông đang tìm kiếm các vũ công để tham gia Ban nhạc Kim cương của mình. Cô đã thử giọng với khoảng 300 người khác và nằm trong số ba người được chọn. Cô ấy nổi tiếng vì cả nhảy và hát. Những bài hát của cô như Bampassudde và Gyobera đã biến cô thành một cái tên quen thuộc trong ngành công nghiệp âm nhạc của Uganda.

## Danh sách đĩa hát

### Bài hát
- Kwepikira
- Gyogenda
- Tinkula
- Lwaaki Ondaza
- Nze wuuyo
- Omuferere
- Bampassudde [7]

## Giải thưởng
- Giải thưởng PAM dành cho Nghệ sĩ mới xuất sắc nhất, 2006 [8]

## Cuộc sống cá nhân
Cô ấy có một đứa con trai.